# Philippe Talbot
Pour les articles homonymes, voir Talbot (homonymie).
Philippe Talbot est un artiste lyrique ténor français né en 1979 à Nantes, spécialisé dans le répertoire français.

## Apprentissage

### Jeunesse
Le tout jeune chanteur commence ses études de chant dans sa ville natale, à l'École de la Maîtrise de la Perverie. Durant ce cursus, il a notamment l'opportunité de jouer un rôle dans une représentation de La Flûte enchantée de Mozart (l'un des trois génies), à l'Opéra de Nantes en 1995. En parallèle, il chante dans divers oratorios et cantates, notamment la Messe en Si de Jean-Sébastien Bach ou le Messie de Georg Friedrich Haendel.

### Formation
Après une pause durant son adolescence et son baccalauréat, il entre au Conservatoire d'Angers où il reprend les cours de chant pendant quatre ans avec Yves Sotin. Il poursuit son cursus au Centre National d’Insertion Professionnel des Artistes Lyriques à Marseille, durant deux années, entre 2003 et 2005. Tout de suite, il rejoue sur scène l'opéra de Mozart, mais cette fois dans le rôle du Premier prêtre. Durant les années suivantes, il joue régulièrement des petits rôles du grand répertoire à l'Opéra de Marseille, ainsi qu'à ceux de Toulon et de Monte-Carlo, en parallèle des concerts d'airs d'opéra auxquels il participe avec son école. En 2006, il est invité au Festival de Musique Sacrée de Marseille pour tenir la partie solo ténor du concert de la Messe du Couronnement de Mozart sous la direction de Cyril Dieterich avec Mihaela Komocar.

## Carrière

### Débuts
En 2006, il chante le rôle-titre dans l'opéra d'Hector Berlioz Roméo et Juliette à Nantes, puis Ramiro dans La Cenerentola de Gioachino Rossini à Eschede. Il reçoit le Prix du meilleur Espoir Ténor au Concours Pavarotti de Modène en 2008 et joue Hippolyte dans Hippolyte et Aricie de Jean-Philippe Rameau en 2009 au Théâtre du Capitole de Toulouse. La même année, on le retrouve dans le Fortunio d'André Messager, mis en scène par Denis Podalydès, avec il travaillera plusieurs fois par la suite.

### Évolution
En 2010, Philippe Talbot joue le Comte Almaviva dans Le Barbier de Séville de Rossini à l'Opéra de Nantes et rejoue le même rôle dans ses débuts à l'Opéra de Berlin l'année suivante. Le chanteur s'approprie également des rôles d'opérettes quand il joue le Comte de Gloria Cassis dans Les Brigands de Jacques Offenbach à l'Opéra Comique de Paris en 2011 ou encore Piquillo dans La Périchole en 2013 à l'Opéra de New York.

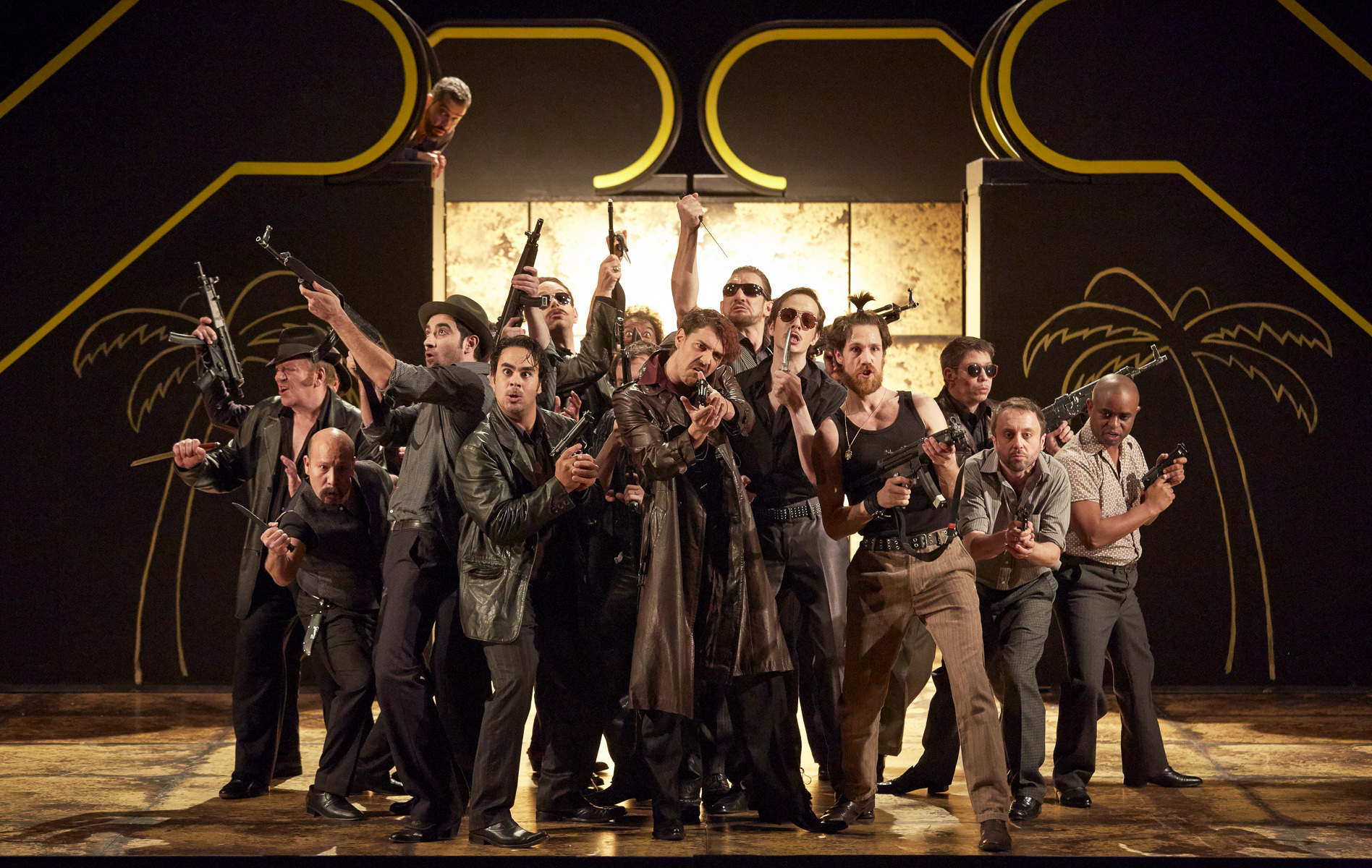
Philippe Talbot dans Ali Baba en 2014, à gauche du personnage central.

Le chanteur joue le rôle de Cassim dans l'opéra Ali Baba de Charles Lecoq en 2014 à l'Opéra Comique, sous la direction de Jean-Pierre Haeck, mis en scène par Arnaud Meunier. En 2015, il chante Platée dans l'opéra homonyme de Jean-Philippe Rameau à l'Opéra de Paris dans la version mise en scène par Laurent Pelly et ensuite Lindoro dans L'Italienne à Alger de Rossini en 2016 à l'Opéra de Saint-Étienne.

### Confirmation
En 2017, le chanteur est appelé pour créer le rôle d'Eugène dans le nouvel opéra du compositeur contemporain Luca Francesconi, Trompe-la-mort, à l'Opéra de Paris. La même année, il joue le Comte Ory dans l'opéra homonyme de Rossini à l'Opéra Comique et l'année suivante, il y chante le rôle de Torquemada dans L'Heure espagnole de Maurice Ravel.
En 2019, il débute à l'Opéra de Lyon en tant que Ruedi dans Guillaume Tell de Rossini et à celui de Rouen dans Le Postillon de Lonjumeau du compositeur français Adolphe Adam. Il va également se produire à Berlin dans Hamlet d'Ambroise Thomas, qu'il retrouvera deux ans plus tard pour le rôle de Corentin dans Dinorah de Giacomo Meyerbeer.

## Répertoire
Philippe Talbot joue régulièrement des rôles du grand répertoire de l'opéra français, allant du baroque au romantisme, chantant des rôles-titres ténor (ou haute-contre) dans des ouvrages de Jean-Philippe Rameau, Hector Berlioz ou Léo Delibes. Cependant, il se révèle principalement dans un répertoire typiquement romantique italien avec un compositeur phrase : Giaochino Rossini. En cela, sa voix correspond à ce genre plus léger dans le style du bel-canto. Il chante des œuvres plus classiques autour de Mozart notamment, et donne également sa voix dans des compositions contemporaines.

## Quelques rôles
- Nadir dans Les Pêcheurs de perles de George Bizet au Florida Grand Opera à Miami en février 2015, mis en scène par A. Scott Parry.
- Platée dans Platée de Jean-Philippe Rameau à l'Opéra Garnier en 2015, dirigé par Marc Minkowski et mis en scène par Laurent Pelly[5].
- Le Comte Ory dans Le Comte Ory de Rossini en 2017 à l'Opéra Comique, mis en scène par Denis Podalydès, avec Julie Fuchs[6].
- Piquillo, dans La Périchole, en 2022 à l'Opéra Comique, dirigé par Julien Leroy et mis en scène par Valérie Resort[7].

## Enregistrements principaux
- Les Danaïdes d'Antonio Salieri, Palazetto BruZane, avec Les Chantres du Centre de musique baroque de Versailles et Les Talens Lyriques, dirigés par Christophe Rousset et avec Judith van Wanroij, 2015, enregistré en 2013, 1CD[8].
- Dimitri de Victorin de Joncières, Palazetto BruZane, avec le Centre de musique romantique française, Collection « Opéra français », Volume 6 | ES 1015, 2014, dir. Hervé Niquet avec le Brussels Philarmonic, livre-disque, 2 CD[9].

## Honneur
L'astéroïde (578202) Philippetalbot est nommé en son honneur.